# ミサ・ソレムニス
ミサ・ソレムニス（Missa solemnis 盛儀ミサ）は、ミサの名称の一つ。式文を唱えて行われる「読唱ミサ(missa lecta)」、歌唱によって行われる「歌ミサ(missa cantata)」に対し、主司式司祭と助祭・副助祭による読唱ミサに、合唱による歌ミサを伴うものを呼ぶ。音楽用語としては『荘厳ミサ曲（そうごんみさきょく）』と訳されることも多いが、日本カトリック教会では、現在は荘厳ミサを廃して「盛儀ミサ」を正式名としている。
音楽用語としては、特別な機会の典礼のためのミサ曲を指し、作品としてはベートーヴェンのものが有名である。

## ベートーヴェンのミサ・ソレムニス
ベートーヴェンのミサ・ソレムニス ニ長調 作品123は、1823年に完成された晩年の大曲である。
献呈の相手は親交のあったルドルフ大公。
当初、大公の大司教就任祝いとして書き始められた。しかし、書き進むうちに次第に構想が広がって、就任式に間に合わなくなり、完成までに結局5年間を要した。実際に大公が演奏したかは不明だが、現在でもベートーヴェンが書いた最後の大宗教曲として広く演奏されている。

### 概要
ベートーヴェンは壮年期のミサ曲ハ長調と、晩年のミサ・ソレムニス ニ長調を残しているが、前者は伝統的な教会音楽の上に作られた作品であるのに対し、後者は単なる教会音楽を超えたより深く普遍的なものを含む、と見るのが一般的である。その理由としては、テキスト自体はカトリックの典礼文に則っているものの、『クレド』以降の歌詞の取り扱い方が伝統的なそれとかなり異なっている事などが挙げられる。また、この作品は主に教会でなく演奏会で演奏され、ミサの式典ではごく稀にオーストリアなどで演奏されるに過ぎない。
ベートーヴェンは権威的・教条主義的なキリスト教会に対しては十分批判的な思想と宗教観を持っていたという事も注目されてきた。
例えば、ワーグナーはこのミサ曲を「真正なベートーヴェン的精神を持つ、純粋な交響曲的作品」と評し、20世紀を代表するベートーヴェン研究家のパウル・ベッカーなども、「（バッハのような）素直な信仰から生じる歌詞に（音楽を）合わせる様な処理はベートーヴェンの考えには現れえず」、音楽家として自身の深く自由な思想を、単なる歌詞の意味を超越した音楽によって表現した、と語っている。
一方、ベッカーと相対する研究家ヴァルター・リーツラーは、作品の成立過程から見ても、これは教会で演奏されるべき作品である、すなわち「一つ一つのミサの言葉をベートーヴェンが重視した事を見逃してはならない」とした。しかし、その歌詞は「生成発展する音楽の有機的な連関に組み入れられたため」、おのずとバッハやパレストリーナのミサ曲の歌詞とは異なる意味を持ち、しかもより「深く正しい」意味を持つと論じた。ゆえに「（この曲について）心理的な写実主義を論じたあらゆる説明は誤りであるか少なくとも浅薄である」と結論付けている。
何れにせよ、この曲はただ歌詞に見合った曲をつけたような旧来型のミサ曲ではなく、ミサの言葉の外面的な意味よりも豊かな内容を含む交響曲的なミサ曲である、と見るのが一般的である。

### 内容
同時期に作曲された第9交響曲が主にホモフォニーで書かれているのに対し、ミサ・ソレムニスはベートーヴェン晩年独特のポリフォニックな表現が主体となっているのも特徴である。この曲における対位法はバッハなどのそれに比べてある意味で簡素であり、その技巧や意匠の披瀝が中心となっている作品ではないが、『グローリア』、『クレド』などは、かなりアクロバティックな対位法的処理を含む。
『キリエ』冒頭には「心より出で－願わくば再び－心に向かうよう」にと記され、『アニュス・デイ』では戦争を暗示する軍楽調の部分や「内と外の平和を願って」とのベートーヴェン自身による指示が書き込まれている。これらは、ベートーヴェンが心の平安と外的な平和を統一して希求する音楽として作曲していたことを示している。
『アニュス・デイ』においては、ヘンデルの影響も古くから指摘されている。

### 初演
1824年4月7日にサンクトペテルブルクでの「音楽家未亡人のための慈善演奏会」で初演されている。ウィーン初演は1ヵ月後の5月7日で交響曲第9番とともに演奏されたが、全曲ではなく、『キリエ』、『クレド』、『アニュス・デイ』しか演奏されなかった。楽譜の初出版は1827年。

### 編成
- 独唱（ソプラノ、アルト、テナー、バス）、混声四部合唱
- フルート2、オーボエ2、クラリネット2、ファゴット2、コントラファゴット、ホルン4、トランペット2、トロンボーン3（アルト、テナー、バス）、ティンパニ、オルガン、弦五部

### 構成
演奏時間は約80分(各10分、18分、20分、16分、16分）。
ミサ曲の通常文による歌詞はこちらなどを参照のこと。
キリエ（Kyrie）
3部形式。楽譜冒頭部に有名な、「Vom Herzen―Möge es wieder zu Herzen gehen」という言葉が記されている。「Kyrie eleison」による第1部（アッサイ・ソステヌート）と、「Christe eleison」による第2部（アンダンテ・アッサイ・ベン・マルカート）よりなる。第3部は第1部を再現する。
グローリア（Gloria）
6部よりなり、いかにもベートーヴェンのニ長調といった激しい高揚感に溢れる曲である。
光輝に満ちた爆発的な響きでアレグロ・ヴィヴァーチェの第1部が開始され、「Gloria in excelsis Deo」が歌われる。第2部はメノ・アレグロで「Gratias agimus tibi...」が歌われ、第3部は再び冒頭の爆発的な主題で「Domine Deus,...」が歌われる。ラルゲットの第4部では四重唱で「Qui tollis...」が静かに歌われる。「Quoniam tu solus sanctus,...」からアレグロ・マエストーソの勢いのある第5部が開始され、そして「in Gloria Dei Patris,Amen」による第6部の大変充実したフーガ（アレグロ・マ・ノン・トロッポ・ベン・マルカート）に至る。フーガ後半ではテンポがプレストへと加速され、第1部の爆発的な主題も加わって、ベートーヴェンらしい華々しいクライマックスを築く。
クレド（Credo）
3部形式。アレグロ・マ・ノン・トロッポで合唱が力強く「Credo...」と歌い、輝かしい第1部が開始される。「Et incarnatus est...」から始まる第2部は、テンポ・調性を変えながらキリストの生誕、受難、昇天を示す、パレストリーナ風の部分である。第3部の始めは第1部の力強い主題がまず再現される。その後、「Et vitam venturi saecli. Amen.」から静かに変ロ長調のフーガが開始され確固とした意志が示される。
このフーガは極めて壮大かつ壮麗なもので、ベートーヴェンが遺したフーガの中で、内容においても形式においても、最高のものの一つであり、ベートーヴェン晩年の精神的深さを端的に示す箇所として注目されてきた。フーガがクライマックスに達した後、「Amen」を繰り返して曲を閉じる。
サンクトゥス（Sanctus）／ベネディクトゥス（Benedictus）
第1部のSanctusでは、アダージョで静かに「Sanctus,...」が唱えられる。通常のミサ曲ではSanctusは最強音で奏されるのが通例であり、ここもベートーヴェンのミサ・ソレムニスの独特な点である。その後、勢いのある「Pleni sunt,...」「Osanna in excelsis」が高らかに奏され、テンポは再びアダージョに戻る。
フルートと独奏ヴァイオリンの下降音から静かに第2部Benedictus（アンダンテ・モルト・カンタービレ・エ・ノン・トロッポ・モッソ）が開始される。独奏ヴァイオリンはオブリガード風に通奏される。Benedictusに与えられた旋律は、ベートーヴェンが用いた旋律の中でもとりわけ美しいものである。Benedictusとしては他のミサ曲に比べて内容がかなり濃く、ベートーヴェンのミサ・ソレムニスを特徴付ける部分でもある。
アニュス・デイ（Agnus Dei）
3部形式。第1部（アダージョ）は、バス独唱による重々しく不穏な雰囲気で始まり、独唱者、合唱が「Agnus Dei,...」を繰り返す。
アレグレット・ヴィヴァーチェにテンポを変え、第2部が開始される。ここには作曲者が「内的な平安と外的な平安を祈りつつ」という言葉を記している。合唱は「Dona nobis pacem」と平和への祈りを歌う。その後、テンポがアレグロ・アッサイに変わり、トランペットとティンパニによる、戦争を暗示するといわれる不穏な部分が激しく奏される。その後またアレグレット・ヴィヴァーチェに戻り、平和への祈り「ドナ」の部分となり「pacem」が繰り返される。
第3部はプレストのフガートに始まり、合唱が力強く「Agnus Dei」と歌った後、独唱者と合唱団により再び「pacem」が繰り返される。最後に合唱団が「ドナ」を堂々と歌い、器楽が全曲を力強く結ぶ。

## その他の作曲家のミサ・ソレムニス
- モーツァルト
  - ハ短調K139 (47a)、1768年
  - ハ長調K337、1780年
  - ハ短調K.427 (417a)（未完）1782年
- ケルビーニ：ニ短調
- フンメル：ハ長調
- チェルニー：未出版のものが十一作ある
- ベルリオーズ：『荘厳ミサ曲』1824年完成、翌年初演、1991年に発見
- ロッシーニ：1863年　楽器編成（ピアノ2、ハルモニウム）が小さいので『小荘厳ミサ（英語版）』と呼ばれることもある（後に管弦楽用に編曲）
- ブルックナー：『ミサ・ソレムニス変ロ短調（英語版）』1854年
- グノー
  - 『聖セシリア荘厳ミサ曲』ト長調、1855年
  - 変ホ長調、1883年
  - ト長調、1888年